# كأس الرابطة التونسية المحترفة
كانت بطولة كأس الرابطة التونسية المحترفة أفضل بطولات خروج المغلوب للأندية التونسية لكرة القدم. تم إنشاؤه في عام 1999 بهدف اللعب بين أفضل فرق كرة القدم التونسية مع بعض الفرق المدعوة ، مثل «منتخب تونس الأولمبي» في موسم 2000-2001 على سبيل المثال، مقسومًا على مسابقتين منفصلتين لكل قسم أو مستوى خلال موسم 2006-2007. وقد أدى ذلك إلى ولادة كأس الرابطة المحترفة التونسية 1 وكأس الرابطة المحترفة التونسية 2، وسرعان ما حل البطولة في نهاية الموسم نفسه (2006-2007).

## سجل البطولات
|  | مباريات حُسِمت بالركلات الترجيحية |

| نهائيات كأس الرابطة المحترفة التونسية | نهائيات كأس الرابطة المحترفة التونسية | نهائيات كأس الرابطة المحترفة التونسية | نهائيات كأس الرابطة المحترفة التونسية |
| الموسم                                | البطل                                 | النتيجة                               | الوصيف                                |
| ------------------------------------- | ------------------------------------- | ------------------------------------- | ------------------------------------- |
| 1999–00                               | الملعب التونسي                        | 1 – 0                                 | النادي الرياضي الصفاقسي               |
| 2000–01                               | الأمل الرياضي بجربة                   | 1 – 0                                 | منتخب تونس الأولمبي                   |
| 2001–02                               | الملعب التونسي                        | 1 – 0                                 | النجم الرياضي بني خلاد                |
| 2002–03                               | النادي الرياضي الصفاقسي               | 1 – 0                                 | الأولمبي الباجي                       |
| 2003–04                               | النادي الرياضي البنزرتي               | 1 – 1                                 | الأولمبي الباجي                       |
| 2004–05                               | النجم الرياضي الساحلي                 | 1 – 0                                 | النادي الرياضي البنزرتي               |
| 2005–06                               | لم تلعب                               | لم تلعب                               | لم تلعب                               |
| 2006–07                               | المستقبل الرياضي بالمرسى              | 1 – 0                                 | النادي الرياضي لحمام الأنف            |

1. ↑  فاز النادي الرياضي البنزرتي بركلات الترجيح على الأولمبي الباجي (6-7)

## سجل التتويجات
| النادي                     | البطل                | الوصيف               |
| -------------------------- | -------------------- | -------------------- |
| الملعب التونسي             | 2 (1999–00، 2001–02) | —                    |
| الأمل الرياضي بجربة        | 1 (2000–01)          | —                    |
| النادي الرياضي الصفاقسي    | 1 (2002–03)          | 1 (1999–00)          |
| النادي الرياضي البنزرتي    | 1 (2003–04)          | 1 (2004–05)          |
| النجم الرياضي الساحلي      | 1 (2004–05)          |                      |
| المستقبل الرياضي بالمرسى   | 1 (2006–07)          |                      |
| الأولمبي الباجي            | —                    | 2 (2002–03، 2003–04) |
| النادي الرياضي لحمام الأنف | —                    | 1 (2006–07)          |
| النجم الرياضي بني خلاد     | —                    | 1 (2001–02)          |
| منتخب تونس الأولمبي        | —                    | 1 (2000–01)          |